# Opius occulisus
Opius occulisus är en stekelart som beskrevs av Telenga 1950. Opius occulisus ingår i släktet Opius och familjen bracksteklar. Inga underarter finns listade i Catalogue of Life.